# 비용 편익 분석
비용 편익 분석(費用便益分析,cost–benefit analysis, CBA) 또는 편익 비용 분석(benefit–cost analysis)은 경제성 평가의 한 방법으로 여러 분야에서 적용되고 있다.
요약하자면 여러 대안 가운데 가장 효과적인 대안을 찾기 위해 각 대안이 초래할 비용과 편익을 비교·분석하는 기법이다.

## 원가분석
원가분석의 개념은 첫째 원가의 분석과, 둘째 원가계산에 의한 원가 및 수익에 관한 자료의 분석이라고 해석하는 2가지 기본적인 방법이 있다. 원가에는 실제원가·표준원가·예산원가 등이 있고, 실제원가의 분석을 내용으로 하는 경우도 있다. 둘째 경우의 원가분석은 수익분석까지도 포함한다.

### 종류
원가분석은 분석자의 관점에 따른 외부 사람이 행하는 원가분석(외부원 가분석)과 기업 내부인이 행하는 원가분석(내부 원가분석)으로 분류된다. 외부원가분석은 자료의 수집이 곤란하므로 경영관리자의 입장에서 행하는 원가분석 위주로 된다.

### 목적과 방법
원가분석의 목적에는 일반목적과 특정목적이 있다.
1. 일반목적과 방법 ― 일반목적은 기업의 현상(사업부별공장별·제품종류별·부문별의 현상)을 파악하고 문제점을 찾아내는 것이다. 이익/자본에 의한 수익성, 수익/원가에 의한 경제성 및 산출량/투입량에 의한 생산성 등을 파악하고, 이를 지표로 하여 원가구성의 분석(총원가·부문별원가·제품별원가에 있어서 각 費目別 원가구성의 분석)과 이의 기간비교 및 표준 실적비교·경영비교를 행한다.
2. 특정목적과 방법 ― 기간 손익계산을 위한 원가분석으로서는 간접비의 부문별·제품별 배부기준(配賦基準)의 선택, 등가계수(等價係數)를 결정하기 위한 분석 등이 있다. 원가관리를 위한 원가분석으로서는 실제원가의 기간비교(期間比較)와 표준원가 차이분석이 필요하고, 이익관리를 위한 원가분석으로서는 조업도의 변동 및 생산로트의 변동에 의한 원가변동의 분석 및 원가·판매량·이익의 분석과 예산차이분석 등이 중요하다. 또한 계획수립을 위한 원가분석으로는 차액원가분석, 특히 설비투자분석을 들 수 있다.

## 같이 보기
- 비용 효과 분석(CEA)
- 가격대비성능(가성비)
- 사회적 할인율